# Perifere-zenuwhyperexcitabiliteit
Perifere-zenuwhyperexcitabiliteit (Engels: peripheral nerve hyperexcitability, PNH) is een algemene term voor verschillende neurologische aandoeningen met als kenmerk hyperexcitabiliteit van de motorische en mogelijk ook de sensorische zenuwen, waarin de volgende symptomen kunnen voorkomen:
- Fasciculaties verspreid over het lichaam
- Spierkrampen
- Paresthesie en andere sensorische stoornissen.
- Chronische pijn
- Algemene vermoeidheid

## Oorzaak
Over het algemeen is er geen definitieve oorzaak bekend. Wel zijn er diverse factoren die een grote invloed hebben bij het ontstaan van PNH. 
In het geval van het benigne fasciculatiesyndroom (BFS), een subtype van PNH is de oorzaak meestal fysiek maar nog onbekend. Ook kan angst, een onderliggende depressie of chronische hyperventilatie het BFS veroorzaken of verergeren. In enkele gevallen beginnen de symptomen van het BFS echter na een virus infectie. De wetenschap is er nog niet uit wat BFS nu eigenlijk veroorzaakt: vast staat dat het volledig los van angst ook bestaat.
Wat wel duidelijk is bij het BFS, is dat de symptomen, met name fasciculaties, erger worden bij stress of bij koorts. Ook komen de symptomen van  het BFS en PNH voor bij vele andere aandoeningen. Waaronder fibromyalgie, multiple sclerose en de ziekte van Lyme. Daarom kan het BFS pas gediagnosticeerd worden als alle andere neurologische aandoeningen zijn geëlimineerd. 
Bij neuromyotonie is de oorzaak vermoedelijk een auto-immuunproces. Circa 53% van de patiënten die lijden aan neuromyotonie, worden positief getest op VGKC-antilichamen. 10 tot 15% van de patiënten die lijden aan neuromyotonie, lijden ook aan de ziekte van Graves, die zich kenmerkt door spierzwakte. Aangezien de ziekte van Graves een voorbode kan zijn van lichamelijke aandoeningen zoals tumoren, is het belangrijk dat hier uitgebreid naar gezocht wordt.

## Verschillende aandoeningen
Ook al komen veel symptomen van het BFS voor bij neuromyotonie, staan beide aandoeningen los van elkaar. Iedereen heeft weleens met een milde vorm van PNH of het BFS te maken gehad. Bijvoorbeeld door spiertrekkingen bij het oog, of bij de duim. Dit verschilt niet veel van wat mensen bij het BFS ervaren. Alleen zijn de fasciculaties verspreid over het lichaam, gepaard met tintelingen, krampen en in zekere mate chronische pijn.
Bij neuromyotonie is het bovenstaande ongeveer hetzelfde. Echter ervaren mensen die lijden aan neuromyotonie ook klinische spierzwakte (niet te verwarren met perceptieve spierzwakte of gevoelens van vermoeidheid in de ledematen). Het onvermogen om spieren te ontspannen, zelfs na meerdere pogingen, en progressieve stijfheid in de ledematen.

## Incidentie
Vrijwel iedereen ervaart weleens in zekere maten PNH. Bij sommige individuen blijven de symptomen voor langere tijd aanwezig of erger dan men normaal acht. Hoeveel mensen aan het BFS lijden is echter niet duidelijk. Wat wel duidelijk is, is dat neuromyotonie een zeldzame neurologische aandoeningen is, en dat de symptomen van PNH en het BFS in het algemeen vaak voorkomen. 

## Prognose
Alhoewel de symptomen in het begin beangstigend kunnen zijn en het dagelijks leven behoorlijk kunnen verstoren, is PNH naast neuromyotonie over het algemeen niet levensbedreigend.

## Behandeling
In het geval van het BFS is er geen effectieve behandeling bekend. Magnesium en vitaminepillen schijnen te werken, maar dit is niet bewezen. Benzodiazepines kunnen, met name in het begin, het inslapen bevorderen. Benzodiazepines hebben echter geen enkel effect op de fasciculaties, maar zorgen alleen voor een verminderd bewustzijn waardoor de fasciculaties minder ‘lijken’ te worden.
Bij patiënten die lijden aan neuromyotonie kunnen de symptomen behandeld worden met medicijnen die krampen en stijfheid tegengaan. 